# فرانسيس (قاعدة بيانات)
فرانسيس (بالفرنسية: FRANCIS) هي قاعدة بيانات أكاديمية ببليوغرافية تدار من معهد المعلومات العلمية والتقنية، وتغطي القاعدة الأدبيات الأكاديمية الأساس في العلوم الإنسانية والاجتماعية مع التركيز الخاص على الأدب الأوروبي.
توفر قاعدة معهد المعلومات العلمية والتقنية - المركز الوطني الفرنسي للبحث العلمي الآن الوصول المجاني إلى قاعدة بيانات فرانسيس، بالإضافة إلى محتوى قاعدة بيانات باسكال، على موقعهم على الإنترنت. 